# Општина Лас Чоапас (Веракруз)
Лас Чоапас (шп. Las Choapas) општина је у Мексику у савезној држави Веракруз. Општина се налази на надморској висини од 10 м.

## Становништво
Према подацима из 2010. у општини је живело 77426 становника.

### Хронологија
| Година       | 2000                  | 2005                  | 2010                  |
| ------------ | --------------------- | --------------------- | --------------------- |
| Становништво | 73077 (35671 / 37406) | 70092 (33846 / 36246) | 77426 (38042 / 39384) |

### Попис
| \| \| м \| \| \| ж \| \| 0—2 \| 2.468 \| \| \| 2.353 \| \| 3—5 \| 2.467 \| \| \| 2.472 \| \| 6—11 \| 5.456 \| \| \| 5.220 \| \| 12—14 \| 2.932 \| \| \| 2.705 \| \| 15—17 \| 2.833 \| \| \| 2.752 \| \| 18—24 \| 4.650 \| \| \| 5.075 \| \| 60+ \| 3.350 \| \| \| 3.217 \| \| Просек : \| 26,9 \| \| \| 27,7 \| |       |  |  |       |
| |       |  |  |       |
| | м     |  |  | ж     |
| 0—2 | 2.468 |  |  | 2.353 |
| 3—5 | 2.467 |  |  | 2.472 |
| 6—11 | 5.456 |  |  | 5.220 |
| 12—14 | 2.932 |  |  | 2.705 |
| 15—17 | 2.833 |  |  | 2.752 |
| 18—24 | 4.650 |  |  | 5.075 |
| 60+ | 3.350 |  |  | 3.217 |
| Просек : | 26,9  |  |  | 27,7  |

| #   | Индикатор                                                                                        | Вредност |
| --- | ------------------------------------------------------------------------------------------------ | -------- |
| 1   | Становништво од 0 до 2 године                                                                    | 4821     |
| 2   | Мушко становништво од 0 до 2 године                                                              | 2468     |
| 3   | Женско становништво од 0 до 2 године                                                             | 2353     |
| 4   | Становништво са 3 и више година                                                                  | 70990    |
| 5   | Мушко становништво са 3 и више година                                                            | 34764    |
| 6   | Женско становништво са 3 и више година                                                           | 36226    |
| 7   | Становништво са 5 и више година                                                                  | 67655    |
| 8   | Мушко становништво са 5 и више година                                                            | 33100    |
| 9   | Женско становништво са 5 и више година                                                           | 34555    |
| 10  | Становништво са 12 и више година                                                                 | 55375    |
| 11  | Мушко становништво са 12 и више година                                                           | 26841    |
| 12  | Женско становништво са 12 и више година                                                          | 28534    |
| 13  | Становништво са 15 и више година                                                                 | 49738    |
| 14  | Мушко становништво са 15 и више година                                                           | 23909    |
| 15  | Женско становништво са 15 и више година                                                          | 25829    |
| 16  | Становништво са 18 и више година                                                                 | 44153    |
| 17  | Мушко становништво са 18 и више година                                                           | 21076    |
| 18  | Женско становништво са 18 и више година                                                          | 23077    |
| 19  | Становништво од 3 до 5 година                                                                    | 4939     |
| 20  | Мушко становништво од 3 до 5 година                                                              | 2467     |
| 21  | Женско становништво од 3 до 5 година                                                             | 2472     |
| 22  | Становништво од 6 до 11 година                                                                   | 10676    |
| 23  | Мушко становништво од 6 до 11 година                                                             | 5456     |
| 24  | Женско становништво од 6 до 11 година                                                            | 5220     |
| 25  | Становништво од 8 до 14 година                                                                   | 12883    |
| 26  | Мушко становништво од 8 до 14 година                                                             | 6665     |
| 27  | Женско становништво од 8 до 14 година                                                            | 6218     |
| 28  | Становништво од 12 до 14 година                                                                  | 5637     |
| 29  | Мушко становништво од 12 до 14 година                                                            | 2932     |
| 30  | Женско становништво од 12 до 14 година                                                           | 2705     |
| 31  | Становништво од 15 до 17 година                                                                  | 5585     |
| 32  | Мушко становништво од 15 до 17 година                                                            | 2833     |
| 33  | Женско становништво од 15 до 17 година                                                           | 2752     |
| 34  | Становништво од 18 до 24 године                                                                  | 9725     |
| 35  | Мушко становништво од 18 до 24 године                                                            | 4650     |
| 36  | Женско становништво од 18 до 24 године                                                           | 5075     |
| 37  | Женско становништво од 15 до 49 година                                                           | 19796    |
| 38  | Становништво са 60 и више година                                                                 | 6567     |
| 39  | Мушко становништво са 60 и више година                                                           | 3350     |
| 40  | Женско становништво са 60 и више година                                                          | 3217     |
| 41  | Однос између мушкараца и жена                                                                    | 96.59    |
| 42  | Становништво од нуле до 14 година                                                                | 26073    |
| 43  | Становништво од 15 до 64 године                                                                  | 45235    |
| 44  | Становништво од 65 година и више                                                                 | 4503     |
| 45  | Просечан број деце                                                                               | 2.78     |
| 46  | Становништво рођено у ентитету                                                                   | 62768    |
| 47  | Мушко становништво рођено у ентитету                                                             | 30819    |
| 48  | Женско становништво рођено у ентитету                                                            | 31949    |
| 49  | Становништво рођено у другом ентитету                                                            | 12468    |
| 50  | Мушко становништво рођено у другом ентитету                                                      | 6132     |
| 51  | Женско становништво рођено у другом ентитету                                                     | 6336     |
| 52  | Становништво од 5 година и више резидентно у ентитету у јуну 2005. године                        | 64464    |
| 53  | Мушко становништво старосног доба од 5 година и више, резидентно у ентитету у јуну 2005. године  | 31273    |
| 54  | Женско становништво старосног доба од 5 и више година, резидентно у ентитету у јуну 2005. године | 33191    |
| 55  | Становништво од 5 година и више које је живело у другом ентитету у јуну 2005. године             | 1817     |
| 56  | Мушко становништво старије од 5 година које је живело у другом ентитету у јуну 2005. године      | 918      |
| 57  | Женско становништво старије од 5 година које је живело у другом ентитету у јуну 2005. године     | 899      |
| 58  | Становништво од 3 године и више које говори аутохтони језик                                      | 3596     |
| 59  | Мушко становништво старо 3 године и више које говори аутохтони језик                             | 1814     |
| 60  | Женско становништво старо 3 године и више које говори аутохтони језик                            | 1782     |
| 61  | Становништво од 3 године и више које говори аутохтони језик и не говори шпански језик            | 117      |
| 62  | Мушко становништво старо 3 године и више које говори аутохтони језик и не говори шпански         | 32       |
| 63  | Женско становништво старо 3 године и више које говори аутохтони језик и не говори шпански језик  | 85       |
| 64  | Становништво старо 3 године и више које говори аутохтони језик и шпански                         | 3329     |
| 65  | Мушко становништво старо 3 године и више које говори аутохтони језик и шпански                   | 1708     |
| 66  | Женско становништво старо 3 године и више које говори аутохтони језик и шпански                  | 1621     |
| 67  | Становништво од 5 година и више које говори аутохтони језик                                      | 3487     |
| 68  | Становништво од 5 година и више које говори аутохтони језик и не говори шпански језик            | 112      |
| 69  | Становништво од 5 година и више које говори аутохтони језик и говори шпански језик               | 3233     |
| 70  | Становништво у домородачким домаћинствима                                                        | 7004     |
| 71  | Становништво са ограничењима у активностима                                                      | 2436     |
| 72  | Становништво са ограниченим ходањем или кретањем, горе или доле                                  | 1106     |
| 73  | Становници са ограничењима вида, чак и уз кориштење сочива                                       | 686      |
| 74  | Становништво са ограничењима говора, комуникације или конверзације                               | 265      |
| 75  | Становништво са ограниченим слухом                                                               | 296      |
| 76  | Становништво са ограничењима при одевању, купању или јелу                                        | 113      |
| 77  | Становништво са ограничењима у опажању или учењу једноставних ствари                             | 159      |
| 78  | Становништво са менталним ограничењима                                                           | 339      |
| 79  | Становништво без ограничења активности                                                           | 72909    |
| 80  | Становништво од 3 до 5 година које не похађа школу                                               | 3115     |
| 81  | Мушко становништво од 3 до 5 година које не похађа школу                                         | 1579     |
| 82  | Женско становништво од 3 до 5 година које не похађа школу                                        | 1536     |
| 83  | Становништво од 6 до 11 година које не похађа школу                                              | 770      |
| 84  | Мушко становништво од 6 до 11 година које не похађа школу                                        | 417      |
| 85  | Женско становништво од 6 до 11 година које не похађа школу                                       | 353      |
| 86  | Становништво од 12 до 14 година које не похађа школу                                             | 915      |
| 87  | Мушко становништво од 12 до 14 година које не похађа школу                                       | 492      |
| 88  | Женско становништво од 12 до 14 година које не похађа школу                                      | 423      |
| 89  | Становништво од 15 до 17 година похађа школу                                                     | 3210     |
| 90  | Мушко становништво од 15 до 17 година похађа школу                                               | 1585     |
| 91  | Женско становништво између 15 и 17 година живота у школи                                         | 1625     |
| 92  | Становништво од 18 до 24 године похађа школу                                                     | 2063     |
| 93  | Мушко становништво од 18 до 24 године похађа школу                                               | 1003     |
| 94  | Женско становништво од 18 до 24 године похађа школу                                              | 1060     |
| 95  | Становништво од 8 до 14 година које не може да чита и пише                                       | 1238     |
| 96  | Мушко становништво старосног доба од 8 до 14 година које не може да чита и пише                  | 721      |
| 97  | Женско становништво старосног доби од 8 до 14 година које не може да чита и пише                 | 517      |
| 98  | Становништво од 15 година и више које је неписмено                                               | 7401     |
| 99  | Мушко становништво од 15 година и више које је неписмено                                         | 2816     |
| 100 | Женско становништво од 15 година и више које је неписмено                                        | 4585     |
| 101 | Становништво старо 15 и више година без школовања                                                | 8577     |
| 102 | Мушко становништво старо 15 и више година без школовања                                          | 3603     |
| 103 | Женско становништво старо 15 и више година без школовања                                         | 4974     |
| 104 | Становништво старосног доба 15 и више година са непотпуним основним образовањем                  | 11534    |
| 105 | Мушко становништво старосног доба од 15 година и више са непотпуном основним образовањем         | 5643     |
| 106 | Женско становништво старосног доба 15 и више година са непотпуном основним образовањем           | 5891     |
| 107 | Становништво старо 15 и више година са комплетним основним образовањем                           | 8513     |
| 108 | Мушко становништво старо 15 година и више са комплетним основним образовањем                     | 4155     |
| 109 | Женско становништво старо 15 и више година са комплетним основним образовањем                    | 4358     |
| 110 | Становништво старосног доба 15 и више година са непотпуним средњим образовањем                   | 2942     |
| 111 | Мушко становништво старосног доба од 15 година и више са непотпуним средњим образовањем          | 1550     |
| 112 | Женско становништво старосног доба од 15 година и више са непотпуним средњим образовањем         | 1392     |
| 113 | Становништво старо 15 и више година са пуним секундарном образовањем                             | 7383     |
| 114 | Мушко становништво старосног доба од 15 година и више са пуним секундарном образовањем           | 3702     |
| 115 | Женско становништво старосног доба од 15 година и више са пуним секундарном образовањем          | 3681     |
| 116 | Становништво старије од 18 година са постосновним образовањем                                    | 9591     |
| 117 | Мушко становништво старије од 18 година са постосновним образовањем                              | 4760     |
| 118 | Женско становништво старије од 18 година са постосновним образовањем                             | 4831     |
| 119 | Просечна оцена школовања                                                                         | 6.28     |
| 120 | Просечан ниво образовања мушке популације                                                        | 6.48     |
| 121 | Просечан ниво образовања женског становништва                                                    | 6.1      |
| 122 | Економски активно становништво                                                                   | 25827    |
| 123 | Економски активна мушка популација                                                               | 20163    |
| 124 | Економски активна женска популација                                                              | 5664     |
| 125 | Становништво које није економски активно                                                         | 29281    |
| 126 | Мушко становништво које није економски активно                                                   | 6511     |
| 127 | Женско становништво које није економски активно                                                  | 22770    |
| 128 | Запослено становништво                                                                           | 24987    |
| 129 | Запослено мушко становништво                                                                     | 19476    |
| 130 | Запослено женско становништво                                                                    | 5511     |
| 131 | Незапослена популација                                                                           | 840      |
| 132 | Незапослена мушка популација                                                                     | 687      |
| 133 | Незапослена женска популација                                                                    | 153      |
| 134 | Становништво без права на здравствене услуге                                                     | 30499    |
| 135 | Становништво које има право на здравствене услуге                                                | 45243    |
| 136 | Становништво које има право на ИМСС                                                              | 8412     |
| 137 | Становништво које има право на социјално осигурање                                               | 2089     |
| 138 | Становништво које има право на државно социјално осигурање                                       | 84       |
| 139 | Становништво које има право на опште осигурање или здравствено осигурање за нову генерацију      | 27539    |
| 140 | Становништво које је било једном или није било у браку током 12 година и више                    | 19688    |
| 141 | Венчано или уједињено становништво од 12 година и више                                           | 30013    |
| 142 | Становништво које је било у браку или уједињено 12 година и више                                 | 5598     |
| 143 | Становништво са католичком религијом                                                             | 38487    |
| 144 | Протестанти, еванђелисти и библијски следбеници различити од еванђелиста                         | 21370    |
| 145 | Становништво са другим религијама различитим од претходних                                       | 234      |
| 146 | Становништво без религије                                                                        | 15225    |
| 147 | Укупно пописаних домаћинства                                                                     | 18304    |
| 148 | Пописна домаћинства на челу са мушкарцима                                                        | 13312    |
| 149 | Пописна домаћинства на челу са женама                                                            | 4992     |
| 150 | Становништво у пописним домаћинствима                                                            | 75847    |
| 151 | Становништво у пописним домаћинствима на челу са мушкарцима                                      | 57718    |
| 152 | Становништво у пописним домаћинствима на челу са женама                                          | 18129    |
| 153 | Укупно домаћинстава                                                                              | 21609    |
| 154 | Укупно насељених домаћинстава                                                                    | 18829    |
| 155 | Укупно приватних кућа                                                                            | 21084    |
| 156 | Насељени приватни домови                                                                         | 18304    |
| 157 | Укупно насељених приватних кућа                                                                  | 18828    |
| 158 | Ненасељене приватне куће                                                                         | 2085     |
| 159 | Појединачна домаћинства за привремену употребу                                                   | 695      |
| 160 | Становници у насељеним приватним кућама                                                          | 75847    |
| 161 | Насељеност станара у приватним становима                                                         | 4.14     |
| 162 | Просечно становника по соби у приватним насељеним домаћинствима                                  | 1.28     |
| 163 | Појединачна домаћинства са подовима од различитих материјала од земље                            | 14695    |
| 164 | Појединачна домаћинства у приземљу                                                               | 3528     |
| 165 | Појединачна домаћинства са једном спаваћом собом                                                 | 8916     |
| 166 | Појединачна домаћинства са две спаваће собе и више                                               | 9342     |
| 167 | Појединачна домаћинства са једним собом                                                          | 2751     |
| 168 | Појединачна домаћинства са две собе                                                              | 3664     |
| 169 | Појединачна домаћинства са 3 собе и више                                                         | 11838    |
| 170 | Појединачна домаћинства која имају електрично светло                                             | 15948    |
| 171 | Појединачна домаћинства која немају електрично светло                                            | 2312     |
| 172 | Појединачна домаћинства која имају водоводну воду у стамбеном простору                           | 7698     |
| 173 | Појединачна домаћинства која немају водоводну воду у стамбеном простору                          | 10535    |
| 174 | Појединачна домаћинства која имају тоалет                                                        | 16532    |
| 175 | Појединачна домаћинства која имају канализацију                                                  | 15913    |
| 176 | Појединачна домаћинства која немају канализацију                                                 | 2247     |
| 177 | Појединачна домаћинства која имају електрично светло, довод воде из јавне мреже и канализацију   | 7090     |
| 178 | Појединачна домаћинства без икаквих услова                                                       | 2019     |
| 179 | Појединачна домаћинства која имају радио                                                         | 9746     |
| 180 | Појединачна домаћинства која имају телевизор                                                     | 14000    |
| 181 | Појединачна домаћинства која имају фрижидер                                                      | 12459    |
| 182 | Појединачна домаћинства која имају машину за веш                                                 | 9830     |
| 183 | Појединачна домаћинства која имају аутомобил или комби                                           | 4467     |
| 184 | Појединачна домаћинства која имају рачунар                                                       | 2649     |
| 185 | Појединачна домаћинства која имају фиксну телефонску линију                                      | 4365     |
| 186 | Појединачна домаћинства која имају мобилни телефон                                               | 9275     |
| 187 | Појединачна домаћинства која имају приступ интернету                                             | 1851     |